# Valvonauta EP
Valvonauta è il primo EP del gruppo alternative rock italiano Verdena, uscito nel 1999. Si tratta del singolo del brano Valvonauta, seconda traccia del loro omonimo album d'esordio. L'EP contiene Dentro Sharon, anch'esso incluso nell'album.
In una vecchia intervista il gruppo dichiarò che il nome della canzone era liberamente ispirato ai loro amplificatori a valvole, ma non aveva alcun significato.

## Tracce
1. Valvonauta (edito) – 4:24
2. Dentro Sharon (edito) – 3:33
3. Bonne Nouvelle (demo) – 3:56
4. Piuma – 3:29

## Formazione
- Alberto Ferrari – voce, chitarra, tastiere
- Roberta Sammarelli – basso, cori
- Luca Ferrari – batteria, percussioni